# Юрій Чорторийський
Юрій Іванович Чорторийський (пол. Jerzy Czartoryski; 1560—1626) — Руська князь, магнат, державний і політичний діяч Речі Посполитої, князь на Клевані, урядник, луцький староста. Спочатку — православний, потім греко-католик.

## Життєпис
Походив з впливової родини князів Чорторийських. Син старости луцького Івана Чорторийського та його дружини — княжни Анни Заславської з Острога (пом. 5.1.1590).
Навчався у Віленській єзуїтській колегії.
У 1562—1563 роках перебував в Італії та за кордоном. По поверненні до рідного краю зайнявся господарськими справами маєтків, які до того часу були в руках опікунів, що спричинило їх піднесення та розквіт. Отримав від батька в спадщину Клеванське князівство, великі маєтки в Кременецькому, Луцькому повітах та Київському воєводстві. Викупив від Понятовського білевські маєтки, які його брат Іван (загинув у 1573 році під Псковом) віддав під заставу.
Близько 1580 року одружився, посагом були Олексинець та Моравичі, після смерті тестя 1593 року дружина записала Юрію Вишнівець із замком і прилеглостями.
Від князя Юрія Михайловича Чорторийського в 1604 році отримав маєток Зимне з половиною монастиря. В тих роках розлучився з дружиною, що потягнуло за собою процес за Вишневецький замок, які закінчились 1613 року. Продав замок князю Михайлу Вишневецькому, дружині виплатив 3000 злотих. Двір з Луцька переніс на постійно до Клевані. Був ревним православним; в 1590 році фундував будівництво церкви, парафіяльний будинок в Клевані. При плебанії заклав окремий шкільний будинок, визначив пенсіон для її бакалаврів, ректора; тут викладали вчителі з-за кордону. В 1595 році подарував монахам для утримування шпиталю для вбогих село Пересопницю.
У 1593—1595 роках організовував оборону проти татарських нападів. У 1600 році брав участь у військовому поході Яна Замойського до Мультан. У 1605 році підтримував та супроводжував похід Дмитра Самозванця на Москву.
В 1598 році став греко-католиком. Був посередником під час перемовин між православними та уніятами. В 1601 році підписав постанову волинську про оборону православ'я.
До кінця життя брав участь в публічних справах. Організовував оборону від нападів татар у 1593-95 роках. Брав участь у молдавському поході Я. Замойського 1600 року, Лжедмитрія 1605 року. 1621 року власним коштом відправив до Хотина кільканадцять коругв під командуванням сина Миколи-Юрія. В грудні 1622 року сеймик Волинського воєводства доручив послам на сейм у Варшаві виробити для нього привілей на тримання якийсь час мит київського, волинського, брацлавського. Правдоподібно, з 1623 року став луцьким старостою. Був похований в підземеллях костелу в Клевані.
Поряд з участю в політичному та військовому брав участь у релігійному духовному житті. Виступав посередником між уніатами та їхніми противниками. Після переходу на Унію допомагав православним братствам. В 1601 році підписав постанову про охорону православної церкви. У 1602—1603 роках згаданий як доброчинець Люблінського православного братства.
У 1610 році позивався до суду з приводу повернення йому у володіння дібр, які належали його предку, Немирі Резановичу, луцькому старості і були передані Немирею у заставу якомусь Солтанову. До дідичних дібр належали оба села Вербоє, Гнойно, Могилно, монастир Блаженик та Руда.
У 1616 році був присутнім на релігійному диспуті між аріянами і босими кармелітами в Любліні.
Помер у 1626 році, був похований в підземеллях костелу у Клевані. Завдяки його приязним стосункам з князем Михайлом Радзивіллом добре склалась кар'єра сина Миколи Юрія, внуків.

### Доброчинність
Свою резиденцію він переніс з Луцька до Клеваня, який значно розбудував. Оплачував убогим вихованцям єзуїтських колегій навчання своїм коштом. Був віруючою та добродійною людиною, багато коштів перераховував закладам грецького, латинського обрядів.
1595 року з метою утримування шпиталю для убогих подарував поселення Пересопницю разом з монастирем  руським монахам. 1598 року перейшов на унію.
У 1590 році фундував костел у Клевані, хоча тоді ще був православним. При костелі заклав школу, в якій ректорові та бакалаврам призначив пенсії. В цій школі його синів у 1592—1593 роках навчали іноземці. 1608 року склав фундуш на уніатський монастир у Сарнах (Луцький повіт).
Перераховував значні кошти на єзуїтські колегії у Вільні, Барі, Вінниці. Найбільші суми отримувала Луцька колегія, якій він крім того подарував власний луцький маєток з прилеглими ґрунтами, та виділив кошти на розбудову колегії.

### Сім'я
Перша дружина — княжна Олександра Вишневецька, донька волинського воєводи Андрія Вишневецького. Одружилися у 1580 році. В посаг отримав Олексинець та Моравиці, після смерті воєводи Андрія дружина записала на нього Вишнівецький замок з прилеглими землями. Після розлучення вийшла за волинського каштеляна Івана (Яна) Лагодовського. Діти: Олександр (помер перед 1605), Андрій Адріян, Микола-Юрій — волинський воєвода Софія — дружина млавського старости К.Пясочинського. Друга дружина — Гальшка Головицька (чи Головинська).